# سامارسکی (سرزمین آلتای)
سامارسکی (به لاتین: Samarsky) یک منطقهٔ مسکونی در روسیه است که در سرزمین آلتای واقع شده‌است.